# Carex lackowitziana
Carex lackowitziana là một loài thực vật có hoa trong họ Cói. Loài này được Aug.R.Paul mô tả khoa học đầu tiên năm 1906.